# Вильерс, Джордж, 2-й герцог Бекингем
Джордж Вильерс (англ. George Villiers; 30 января 1628 — 16 апреля 1687) — английский государственный деятель и поэт, 2-й герцог Бекингем (1628—1687), 20-й барон де Рос Хэмлейкский (1649 (де юре с 5 февраля 1667) —1687), пэр Англии, рыцарь ордена Подвязки, член Тайного Совета, член Лондонского королевского общества. Полковник (1673).

## Биография
Был вторым сыном Джорджа Вильерса, фаворита Якова I и Карла I, и его жены Кэтрин Меннерс. Старший брат Джорджа Чарльз умер за год до его рождения, тем самым ребёнок стал наследником огромного состояния своего отца.
Ему было лишь семь месяцев, когда его отец был убит в Портсмуте Джоном Фелтоном. Он был воспитан при дворе Карла I вместе со своим младшим братом Фрэнсисом и собственными детьми короля, будущими Карлом II и Яковом II. Образование он получил в Тринити-колледже в Кембридже, став обладателем степени магистра искусств в 1642 году.
Когда началась революция, он оставил Кембридж, где заканчивал своё образование, чтобы разделить все опасности с королевской семьёй. В 1648 году он бежал вместе с Карлом II в Шотландию; после Ворчестерской битвы (в 1651 году) ему удалось пробраться за границу. Возвратившись тайно в Англию в 1657 году, он женился на дочери лорда Фэрфакса, которому были переданы конфискованные земли Вильерсов. С Реставрацией он получил обратно все свои владения и сделался одним из самых блестящих, но вместе с тем самых безнравственных придворных Карла II. Постоянно меняя свои убеждения, он содействовал падению Кларендона, был членом «Министерства Кабаль», убил на дуэли графа Шрусбери. В 1674 году попал в немилость королю Карлу II, перешёл в лагерь оппозиции и стал одним из её признанных лидеров. После смерти Карла II он оставил двор и бросил политику.
Бекингема называли самым богатым человеком Англии, годовой доход с его земельных владений составлял 26 тыс. фунтов. Бекингем был разносторонне одарённым, но крайне распущенным и совершенно беспринципным человеком и, ведя в высшей степени разнузданную жизнь, растратил все своё состояние. Умер в 1687 году, одинокий и покинутый всеми.

## Творчество
В истории английской литературы Джордж Вильерс известен своими сатирами и главным образом остроумной комедией «The rehearsal» (репетиция). Подобно большинству писателей и политических деятелей своего времени, он соединял в себе крайнюю вольность нравов с блестящими умственными качествами. Необыкновенно образованный для своей эпохи и обладавший хорошим литературным вкусом, воспитанным на Шекспире и французских классиках, Д. Вильерс был призван играть роль Буало в своём отечестве. Он поставил себе целью очистить современную ему английскую драму от бездарных подражаний французским трагедиям и объявил войну популярным в то время драматургам. Особенно резко преследует он Джона Драйдена в своей комедии (1671). Герой её считает необходимым пособием для писания драм не покидающую его книгу «общих мест»; фантазию заменяют ему выписки из древних и новых авторов, которые он или передаёт в стихах, если они написаны прозой, или наоборот. В погоне за новизной он до конца V акта не объясняет интриги; остроумие заменено утомительной и ничего не говорящей игрой слов. Сейчас комедия Джорджа Вильерса представляет лишь исторический интерес, но в своё время она имела громадный успех и большое значение. Осмеянный ей драматург, бывший в то же время очень талантливым сатириком, отомстил автору «Rehearsal», выведя его под именем Зимри в очень нелестном виде в сатире «Absalom and Achitophel».

### В литературе
- Вальтер Скотт. «Певерил Пик» (1823).
- Александр Дюма-отец. «Виконт де Бражелон» (1850).
- Рафаэль Сабатини. «Одураченный фортуной» (1923).

### Образ Бекингема в кино
- Руперт Грейвс — «Последний король» / Charles II: The Power & the Passion — режиссёр Джо Райт (Великобритания, 2003)
- Бен Чаплин — «Красота по-английски» / Stage Beauty — режиссёр Ричард Айр (Великобритания-Германия, 2004)
- Николас Роу — «Мадемуазель Мушкетёр» / La Femme Musketeer — режиссёр Стив Бойум (США, 2004)